# Euxoa determinata
Euxoa determinata là một loài bướm đêm trong họ Noctuidae.